# هوغو كيزه
هوغو كيزه (بالإسبانية: Hugo Kiesse)‏ هو لاعب كرة قدم ومدرب كرة قدم باراغواياني في مركز الوسط، ولد في 18 أكتوبر 1954. شارك مع منتخب باراغواي لكرة القدم. أما مع النوادي، فقد لعب مع أوليمبيا أسونسيون ونادي أطلس ونادي أمريكا ونادي تيكوس.

## وصلات خارجية
- هوغو كيزه على موقع ناشيونال فوتبول تيمز (الإنجليزية)